# 波多尔省
波多尔省（Polish: Województwo Podolskie）是一个波兰王国的行政区划和地方政府，成立于14世纪，撤销于1793年或1795年，不包括被奥斯曼帝国统治的短暂时间（1672年－1699年）。与布拉克沃夫省同为历史行省波多利亚的一部分。今天该省属于乌克兰。

## 政府部门所在地
省总督所在地：
- 卡缅涅茨-波多利斯基

全鲁塞尼亚地区议会（sejmik generalny）所在地：
- 萨多瓦-维兹尼亚

地区议会（sejmik poselski i deputacki）所在地：
- 卡缅涅茨-波多利斯基

## 行政区划
| 行政区划         | 波兰语                 | 首府                |
| 卡缅涅茨县       | Powiat Kamieniecki     | 卡缅涅茨-波多利斯基 |
| 切尔沃诺格拉德县 | Powiat Czerwonogradzki | 切尔沃诺格拉德      |
| 拉提楚夫县       | Powiat Sanocki         | 拉提楚夫            |

## 省总督
- 米科拉伊·米埃莱茨基
- 斯塔尼斯瓦夫·欧卓沃日（1535年－？）
- 托马斯·加莫斯基（1618年－？）
- 马尔钦·克拉希茨基（1630年－1632年／1633年）
- 马尔钦·卡加诺夫斯基（1632年／1633年－1636年）
- 斯坦尼斯瓦夫·“若沃拉”·波托茨基（1636年－1653年）

## 临近省份和地区
- 鲁塞尼亚省
- 沃尔希连省
- 基辅省
- 布拉克沃夫省
- 摩尔达维亚